# Тита (полуостров)
Полуостров Тита (яп. 知多半島 Тита-ханто:, [tɕita hantoː]) — полуостров в Японии, в центральной части острова Хонсю. Расположен на юге города Нагоя префектуры Айти. Вытянутый с севера на юг, врезается южным краем в залив Исэ. Длина — 40 км, ширина — 5—14 км. Разделяет прибрежные воды на залив Исэ и залив Микава. Рельеф холмистый. Высота северных вершин — 40 м, центральных — 70 м, южных — 90-100 м. Средняя годовая температура 15 °C. Среднее количество осадков 1500 мм. Населенные пункты расположены в прибрежной зоне. В западной части, на искусственном острове, расположен Международный аэропорт Тюбу.